# Campeonato de Fútbol Playa de Concacaf de 2015
El Campeonato de Fútbol Playa de Concacaf de 2015 fue la sexta edición oficial entre selecciones de fútbol playa organizada por la Concacaf. Se llevó a cabo entre el 28 de marzo y el 4 de abril de 2015, en el que dos equipos clasificaron a la Copa Mundial de Fútbol Playa FIFA 2015 que se celebró en Portugal. El certamen se desarrolló en El Salvador. La selección de México fue la ganadora por tercera ocasión en la historia del evento regional, mientras que Costa Rica se ubicó en el segundo puesto y también logró la clasificación a la copa del mundo.

## Participantes
Participaron un total de 16 equipos, un nuevo récord para esta competición.
En cursiva, los países debutantes.
| Equipos participantes | Equipos participantes                | Equipos participantes | Equipos participantes |
| --------------------- | ------------------------------------ | --------------------- | --------------------- |
| Antigua y Barbuda     | Bahamas                              | Barbados              | Belice                |
| Panamá                | Costa Rica                           | El Salvador           | Guatemala             |
| Guadalupe             | Islas Turcas y Caicos                | Jamaica               | México                |
| Puerto Rico           | Islas Vírgenes de los Estados Unidos | Trinidad y Tobago     | Estados Unidos        |

| Bombo A (Cabezas de serie) | Bombo B           | Bombo C                              | Bombo D               |
| -------------------------- | ----------------- | ------------------------------------ | --------------------- |
| El Salvador                | Bahamas           | Guadalupe                            | Belice                |
| México                     | Jamaica           | Panamá                               | Islas Turcas y Caicos |
| Estados Unidos             | Guatemala         | Puerto Rico                          | Antigua y Barbuda     |
| Costa Rica                 | Trinidad y Tobago | Islas Vírgenes de los Estados Unidos | Barbados              |

## Candidaturas
- El Salvador: Con la realización de la Copa Pilsener de Fútbol Playa 2014 la Federación Salvadoreña de Fútbol presentó una solicitud para albergar el premundial.[4] La sede se confirmó el 10 de junio de 2014.

## Sistema de competencia
La primera ronda se conformó de cuatro grupos de cuatro integrantes que jugaron todos contra todos. Clasificaron dos de cada grupo a la siguiente ronda. Esta fase fue de eliminatoria directa con cuartos de final, semifinales y final, en la que los dos equipos involucrados obtuvieron el cupo a la copa mundial.

## Calendario y resultados

### Primera fase

#### Grupo A
| Equipo      | Pts | PJ | PG | PG+ | PP | GF | GC | Dif |
| ----------- | --- | -- | -- | --- | -- | -- | -- | --- |
| El Salvador | 9   | 3  | 3  | 0   | 0  | 31 | 6  | +25 |
| Jamaica     | 6   | 3  | 2  | 0   | 1  | 19 | 15 | +4  |
| Belice      | 3   | 3  | 1  | 0   | 2  | 13 | 26 | -13 |
| Puerto Rico | 0   | 3  | 0  | 0   | 3  | 5  | 20 | -15 |

| Clasificado a cuartos de final |

| 28 de marzo | Jamaica                                                                          | 7:3                       | Puerto Rico                                  | Estadio de fútbol playa (Costa del Sol), La Paz, El Salvador |  |
|             | R. Reid 2' 8' 30' · Benjamin 20' · Torres 21' (a.g.) · A. Reid 24' · Simpson 29' | ( 2:2, 3:0, 2:1 ) Reporte | Astondoa 7' · González 11' · Encarnación 31' |                                                              |  |

| 28 de marzo | Belice                   | 2:17                      | El Salvador | Estadio de fútbol playa (Costa del Sol), La Paz, El Salvador |  |
|             | Cabral 13' · Vásquez 20' | ( 0:4, 2:6, 0:7 ) Reporte | Henríquez 1' 2' · Robles 11' 20' · Heber Ramos 12' 35' · Ruiz 12' 20' · Velásquez 13' 19' 22' 23' 31' · Batres 21' · Herbert Ramos 29' · Membreño 35' |                                                              |  |

| 29 de marzo | El Salvador                                                              | 7:0                       | Puerto Rico | Estadio de fútbol playa (Costa del Sol), La Paz, El Salvador |  |
|             | Herbert Ramos 1' · Batres 6' · Velásquez 11' 18' 36' · Henríquez 15' 32' | ( 3:0, 2:0, 2:0 ) Reporte |             |                                                              |  |

| 29 de marzo | Jamaica                                                                      | 8:5                       | Belice                                    | Estadio de fútbol playa (Costa del Sol), La Paz, El Salvador |  |
|             | A. Reid 4' 22' · R. Reid 6' 15' 29' · Peddie 8' · Benjamin 19' · Simpson 34' | ( 3:3, 4:2, 1:0 ) Reporte | F. Nuñez 1' · James 6' 10' 14' · King 22' |                                                              |  |

| 30 de marzo | Puerto Rico | 1:6                       | Belice                                                  | Estadio de fútbol playa (Costa del Sol), La Paz, El Salvador |  |
|             | Sánchez 17' | ( 0:3, 1:0, 0:3 ) Reporte | F. Nuñez 4' 10' · Serano 7' · King 27' 30' · Cabral 36' |                                                              |  |

| 30 de marzo | El Salvador                                                       | 7:4                       | Jamaica                                   | Estadio de fútbol playa (Costa del Sol), La Paz, El Salvador |  |
|             | Ruiz 14' 19' 30' · Henríquez 17' · Velásquez 28' · Batres 31' 32' | ( 0:4, 3:0, 4:0 ) Reporte | Anderson 2' 8' · Planter 6' · Benjamin 9' |                                                              |  |

#### Grupo B
| Equipo                | Pts | PJ | PG | PG+ | PP | GF | GC | Dif |
| --------------------- | --- | -- | -- | --- | -- | -- | -- | --- |
| México                | 9   | 3  | 3  | 0   | 0  | 20 | 4  | +16 |
| Trinidad y Tobago     | 6   | 3  | 2  | 0   | 1  | 14 | 10 | +4  |
| Guadalupe             | 3   | 3  | 1  | 0   | 2  | 14 | 19 | -5  |
| Islas Turcas y Caicos | 0   | 3  | 0  | 0   | 3  | 8  | 23 | -15 |

| Clasificado a cuartos de final |

| 28 de marzo | Trinidad y Tobago                                          | 8:4                       | Guadalupe                                         | Estadio de fútbol playa (Costa del Sol), La Paz, El Salvador |  |
|             | Woodley 7' 14' 25' 28' 32' 35' · Hislop 32' · Stafford 35' | ( 1:1, 1:1, 4:2 ) Reporte | Clairon 2' · Hell 22' · Bourgeois 28' · Petit 29' |                                                              |  |

| 28 de marzo | Islas Turcas y Caicos     | 3:8                       | México | Estadio de fútbol playa (Costa del Sol), La Paz, El Salvador |  |
|             | Cadet 20' 32' · Magny 30' | ( 0:1, 1:4, 2:3 ) Reporte | R. Maldonado 11' · D. Rodríguez 14' · D. González 18' · G. Gómez 21' · G. Pichardo 23' · A. González 28' · A. Rodríguez 31' 35' |                                                              |  |

| 29 de marzo | Trinidad y Tobago                                                       | 6:2                       | Islas Turcas y Caicos | Estadio de fútbol playa (Costa del Sol), La Paz, El Salvador |  |
|             | Hislop 3' · Woodley 31' 30' · Thomas 13' · Stafford 23' · Augustine 32' | ( 2:0, 2:0, 2:2 ) Reporte | Magny 34' 35'         |                                                              |  |

| 29 de marzo | México                                                                                        | 8:1                       | Guadalupe | Estadio de fútbol playa (Costa del Sol), La Paz, El Salvador |  |
|             | A. González 9' · F. Cati 14' 33' · R. Maldonado 19' 24' · G. Gómez 27' 34' · D. Rodríguez 31' | ( 1:0, 2:1, 4:0 ) Reporte | Hell 21'  |                                                              |  |

| 31 de marzo | Guadalupe                                                                                             | 9:3                       | Islas Turcas y Caicos        | Estadio de fútbol playa (Costa del Sol), La Paz, El Salvador |  |
|             | Granchi 2' 29' · Bourgeois 5' · Phirmis 7' 24' · Folin 10' · Petit 16' · Crimee 29' · Sillingford 30' | ( 4:0, 1:2, 4:1 ) Reporte | Magny 19' 23' · Slattery 31' |                                                              |  |

| 31 de marzo | México                                                             | 4:0                       | Trinidad y Tobago | Estadio de fútbol playa (Costa del Sol), La Paz, El Salvador |  |
|             | D. Rodríguez 1' 35' · F. Cati 26' (pen.) · R. Maldonado 29' (pen.) | ( 1:0, 0:0, 3:0 ) Reporte |                   |                                                              |  |

#### Grupo C
| Equipo            | Pts | PJ | PG | PG+ | PP | GF | GC | Dif |
| ----------------- | --- | -- | -- | --- | -- | -- | -- | --- |
| Estados Unidos    | 9   | 3  | 3  | 0   | 0  | 14 | 6  | +8  |
| Bahamas           | 6   | 3  | 2  | 0   | 1  | 16 | 13 | +3  |
| Antigua y Barbuda | 3   | 3  | 1  | 0   | 2  | 14 | 15 | -1  |
| Barbados          | 0   | 3  | 0  | 0   | 3  | 14 | 24 | -10 |

| Clasificado a cuartos de final |

| 28 de marzo | Bahamas                                                                             | 10:4                      | Barbados                                | Estadio de fútbol playa (Costa del Sol), La Paz, El Salvador |  |
|             | Christie 1' 33' · Forbes 5' 24' 34' · Joseph 19' 32' · Jean 23' · St. Fleur 27' 29' | ( 2:3, 3:1, 5:1 ) Reporte | Grazette 7' · Bourne 12' 29' · Best 16' |                                                              |  |

| 28 de marzo | Antigua y Barbuda | 1:4                       | Estados Unidos                                   | Estadio de fútbol playa (Costa del Sol), La Paz, El Salvador |  |
|             | Daniel 20'        | ( 0:0, 1:2, 0:2 ) Reporte | Feld 14' · Toth 21' · Valentine 25' · Perera 34' |                                                              |  |

| 30 de marzo | Bahamas                                      | 4:3                       | Antigua y Barbuda | Estadio de fútbol playa (Costa del Sol), La Paz, El Salvador |  |
|             | Hanna 14' · Fleur 6' 19' · Philip 26' (a.g.) | ( 1:2, 2:1, 1:0 ) Reporte | Murray 2' 6' 15'  |                                                              |  |

| 30 de marzo | Estados Unidos                    | 4:3                       | Barbados                       | Estadio de fútbol playa (Costa del Sol), La Paz, El Salvador |  |
|             | Perera 13' 27' 36' · Leopoldo 29' | ( 0:0, 1:0, 3:3 ) Reporte | Beckles 26' · Grazette 30' 35' |                                                              |  |

| 31 de marzo | Barbados                                            | 7:10                      | Antigua y Barbuda                                                                               | Estadio de fútbol playa (Costa del Sol), La Paz, El Salvador |  |
|             | Grazette 2' 29' · Bourne 5' 13' 14' · Jones 27' 28' | ( 2:4, 1:4, 4:2 ) Reporte | Murray 0' 22' · Miller 9' · Dublin 10' · Hughes 11' 34' · Bleau 16' · Carr 17' 23' · Porter 25' |                                                              |  |

| 31 de marzo | Estados Unidos                                                | 6:2                       | Bahamas             | Estadio de fútbol playa (Costa del Sol), La Paz, El Salvador |  |
|             | Valentine 2' 33' 35' · Leopoldo 4' · Santos 14' · Griffin 30' | ( 2:0, 1:0, 3:2 ) Reporte | St. Fleur 26' · 33' |                                                              |  |

#### Grupo D
| Equipo                               | Pts | PJ | PG | PG+ | PP | GF | GC | Dif |
| ------------------------------------ | --- | -- | -- | --- | -- | -- | -- | --- |
| Costa Rica                           | 9   | 3  | 3  | 0   | 0  | 25 | 9  | +16 |
| Guatemala                            | 6   | 3  | 2  | 0   | 1  | 20 | 7  | +13 |
| Panamá                               | 3   | 3  | 1  | 0   | 2  | 17 | 13 | +4  |
| Islas Vírgenes de los Estados Unidos | 0   | 3  | 0  | 0   | 3  | 5  | 38 | -33 |

| Clasificado a cuartos de final |

| 29 de marzo | Guatemala                | 2:1                       | Panamá     | Estadio de fútbol playa (Costa del Sol), La Paz, El Salvador |  |
|             | Sáenz 16' · González 28' | ( 0:1, 1:0, 1:0 ) Reporte | Obregón 9' |                                                              |  |

| 29 de marzo | Islas Vírgenes Estadounidenses | 1:12                      | Costa Rica                                                                                            | Estadio de fútbol playa (Costa del Sol), La Paz, El Salvador |  |
|             | Fuller 24'                     | ( 0:5, 0:4, 1:3 ) Reporte | Sánchez 1' 29' · León 3' 4' · Azuola 4' · McAdam 12' · Pacheco 16' 21' 33' · Campos 20' · Johnson 34' |                                                              |  |

| 30 de marzo | Guatemala | 15:2                      | Islas Vírgenes Estadounidenses | Estadio de fútbol playa (Costa del Sol), La Paz, El Salvador |  |
|             | Sáenz 1' 16' 17' 25' · González 4' 14' 15' 16' 18' · Ochoa 11' · Morán 13' 31' · Zaldaña 19' · García 32' · M. Ávila 33' | ( 3:0, 8:0, 4:2 ) Reporte | Adams 31' · Fuller 35'         |                                                              |  |

| 30 de marzo | Costa Rica                                                                                   | 9:5                       | Panamá                                                             | Estadio de fútbol playa (Costa del Sol), La Paz, El Salvador |  |
|             | Jiménez 1' · Quintero 3' (a.g.) · Pacheco 4' 7' 23' 34' · León 5' · Johnson 20' · Azuola 22' | ( 5:3, 3:0, 1:2 ) Reporte | Obregón 3' · Barrera 7' · Del Cid 11' · Quintero 25' · Bultrón 34' |                                                              |  |

| 31 de marzo | Panamá | 11:2                      | Islas Vírgenes Estadounidenses | Estadio de fútbol playa (Costa del Sol), La Paz, El Salvador |  |
|             | Obregón 4' 11' · Bultrón 9' 14' 30' · Quintero 13' 18' · Rivas 15' · Del Cid 25' · Barrera 26' · Powell 28' | ( 3:0, 4:1, 4:1 ) Reporte | Leto 16' 35'                   |                                                              |  |

| 31 de marzo | Costa Rica                              | 4:3                       | Guatemala                            | Estadio de fútbol playa (Costa del Sol), La Paz, El Salvador |  |
|             | León 6' 27' · Pacheco 10' · Johnson 20' | ( 2:1, 1:1, 1:1 ) Reporte | Morán 12' · Sáenz 18' · E. Ávila 25' |                                                              |  |

### Segunda fase
|  | Cuartos de final  | Cuartos de final |             |                | Semifinales | Semifinales |  |        | Final      | Final      |  |
|  | 2 de abril        | 2 de abril       |             |                | 3 de abril  | 3 de abril  |  |        | 4 de abril | 4 de abril |  |
|  |                   |                  |             |                |             |             |  |        |            |            |  |
|  |                   |                  |             |                |             |             |  |        |            |            |  |
|  | Estados Unidos    | 7                |             |                |             |             |  |        |            |            |  |
|  | Estados Unidos    | 7                |             |                |             |             |  |        |            |            |  |
|  | Jamaica           | 3                |             |                |             |             |  |        |            |            |  |
|  | Jamaica           | 3                |             | Estados Unidos | 3           |             |  |        |            |            |  |
|  |                   |                  |             | Estados Unidos | 3           |             |  |        |            |            |  |
|  |                   |                  | México      | 4              |             |             |  |        |            |            |  |
|  | México            | 5                | México      | 4              |             |             |  |        |            |            |  |
|  | México            | 5                |             |                |             |             |  |        |            |            |  |
|  | Guatemala         | 2                |             |                |             |             |  |        |            |            |  |
|  | Guatemala         | 2                |             |                |             |             |  | México | 4          |            |  |
|  |                   |                  |             |                |             |             |  | México | 4          |            |  |
|  |                   |                  | Costa Rica  | 0              |             |             |  |        |            |            |  |
|  | Costa Rica        | 2                | Costa Rica  | 0              |             |             |  |        |            |            |  |
|  | Costa Rica        | 2                |             |                |             |             |  |        |            |            |  |
|  | Trinidad y Tobago | 1                |             |                |             |             |  |        |            |            |  |
|  | Trinidad y Tobago | 1                |             | Costa Rica     | 2           |             |  |        |            |            |  |
|  |                   |                  |             | Costa Rica     | 2           |             |  |        |            |            |  |
|  |                   |                  | El Salvador | 1              |             |             |  |        |            |            |  |
|  | El Salvador       | 6                | El Salvador | 1              |             |             |  |        |            |            |  |
|  | El Salvador       | 6                |             |                |             |             |  |        |            |            |  |
|  | Bahamas           | 0                |             |                |             |             |  |        |            |            |  |
|  | Bahamas           | 0                |             |                |             |             |  |        |            |            |  |
|  |                   |                  |             |                |             |             |  |        |            |            |  |

#### Cuartos de final
| 2 de abril | Costa Rica               | 2:1                       | Trinidad y Tobago | Estadio de fútbol playa (Costa del Sol), Costa del Sol, El Salvador |  |
|            | Downer 11' · Quesada 34' | ( 1:0, 0:0, 1:1 ) Reporte | Stafford 33'      |                                                                     |  |

| 2 de abril | Estados Unidos                                                        | 7:3                       | Jamaica                            | Estadio de fútbol playa (Costa del Sol), Costa del Sol, El Salvador |  |
|            | Canale 1' (pen.) 24' · Perera 5' (pen.) 13' 16' 19' (pen.) · Toth 35' | ( 2:1, 4:1, 1:1 ) Reporte | R. Reid 8' 34' · Peddie 18' (pen.) |                                                                     |  |

| 2 de abril | México                                                 | 5:2                       | Guatemala             | Estadio de fútbol playa (Costa del Sol), Costa del Sol, El Salvador |  |
|            | A. Rodríguez 1' 29' · G. Gómez 2' · A. González 9' 20' | ( 3:0, 1:1, 1:1 ) Reporte | Morán 20' · Sáenz 24' |                                                                     |  |

| 2 de abril | El Salvador                                               | 6:0                       | Bahamas | Estadio de fútbol playa (Costa del Sol), Costa del Sol, El Salvador |  |
|            | J. Ruiz 12' 36' · R. Batres 6' 18' · F. Velásquez 11' 33' | ( 2:0, 2:0, 2:0 ) Reporte |         |                                                                     |  |

#### Eliminatoria por el 5.º y 7.º lugar

##### Preliminares
| 3 de abril | Jamaica                   | 3:9                       | Guatemala                                                                                              | Estadio de fútbol playa (Costa del Sol), Costa del Sol, El Salvador |  |
|            | Reid 2' · Simpson 19' 22' | ( 1:3, 2:5, 0:1 ) Reporte | M. Ávila 6' 10' · Sáenz 8' · González 13' 23' · Quezada 15' · Polanco 19' · E. Ávila 21' · Zaldaña 25' |                                                                     |  |

| 3 de abril | Trinidad y Tobago                      | 4:1                       | Bahamas       | Estadio de fútbol playa (Costa del Sol), Costa del Sol, El Salvador |  |
|            | Appoo 8' 34' · Woodley 19' · Perry 26' | ( 1:0, 1:0, 2:1 ) Reporte | St. Fleur 27' |                                                                     |  |

##### Juego por el 7.º lugar
| 4 de abril | Jamaica                                                 | 7:9                       | Bahamas                                                            | Estadio de fútbol playa (Costa del Sol), Costa del Sol, El Salvador |  |
|            | Benjamin 2' 16' 31' 32' · Anderson 10' 21' · Wilson 29' | ( 2:2, 2:2, 3:5 ) Reporte | Williams 3' 41' · St. Fleur 11' 14' 18' 25' 29' · Christie 35' 39' |                                                                     |  |

##### Juego por el 5.º lugar
| 4 de abril | Guatemala                    | 3:4                       | Trinidad y Tobago                         | Estadio de fútbol playa (Costa del Sol), Costa del Sol, El Salvador |  |
|            | González 16' 32' · Sáenz 19' | ( 0:2, 2:2, 1:0 ) Reporte | Woodley 7' 17' · Appoo 10' · Stafford 22' |                                                                     |  |

#### Semifinal
| 3 de abril | Estados Unidos                       | 3:4                       | México                                             | Estadio de fútbol playa (Costa del Sol), Costa del Sol, El Salvador |  |
|            | Perera 7' · Valentine 29' · Feld 30' | ( 1:2, 0:1, 2:1 ) Reporte | A. Rodríguez 1' 30' · A. González 4' · F. Cati 16' |                                                                     |  |

| 3 de abril | Costa Rica                 | 2:1                       | El Salvador   | Estadio de fútbol playa (Costa del Sol), Costa del Sol, El Salvador |  |
|            | Villegas 14' · Pacheco 29' | ( 0:0, 1:1, 1:0 ) Reporte | Velásquez 22' |                                                                     |  |

#### Juego por el3.erlugar
| 4 de abril | Estados Unidos  | 2:5                       | El Salvador                                         | Estadio de fútbol playa (Costa del Sol), Costa del Sol, El Salvador |  |
|            | Abraham 19' 21' | ( 0:3, 2:1, 0:1 ) Reporte | Ruiz 1' 19' · Velásquez 5' · Batres 9' · Robles 30' |                                                                     |  |

#### Final
| 4 de abril | México                                                    | 4:0                       | Costa Rica | Estadio de fútbol playa (Costa del Sol), Costa del Sol, El Salvador |  |
|            | R. Maldonado 10' 14' · A. González 20' · D. Rodríguez 34' | ( 1:0, 2:0, 1:0 ) Reporte |            |                                                                     |  |

|                              |
| Campeón México Tercer título |

## Premios y reconocimientos

### Balón de Oro
| Jugador         | Selección |
| Ramón Maldonado | México    |
| --------------- | --------- |

### Mejor goleador
| Jugador         | Selección   |
| Frank Velásquez | El Salvador |
| --------------- | ----------- |

### Guante de Oro
| Jugador              | Selección |
| Miguel Ángel Estrada | México    |
| -------------------- | --------- |

### Premio al juego limpio
| Selección   |
| El Salvador |
| ----------- |

## Estadísticas

### Goleadores
| Jugador           | Selección         | Anotado |
| ----------------- | ----------------- | ------- |
| Frank Velásquez   | El Salvador       | 15      |
| Lesly St. Fleur   | Bahamas           | 13      |
| Greivin Pacheco   | Costa Rica        | 11      |
| Kevon Woodley     | Trinidad y Tobago | 11      |
| José Agustín Ruiz | El Salvador       | 9       |
| Miguel González   | Guatemala         | 9       |
| Rohan Reid        | Jamaica           | 9       |
| Ángel Sáenz       | Guatemala         | 9       |
| Nicolás Perera    | Estados Unidos    | 8       |
| Daemion Benjamin  | Jamaica           | 7       |

### Tabla general
| Pos. | Equipo                               | Pts | PJ | PG | PG+ | PP | GF | GC | Dif |
| ---- | ------------------------------------ | --- | -- | -- | --- | -- | -- | -- | --- |
| 1    | México                               | 18  | 6  | 6  | 0   | 0  | 33 | 9  | +24 |
| 2    | Costa Rica                           | 15  | 6  | 5  | 0   | 1  | 29 | 15 | +14 |
| 3    | El Salvador                          | 15  | 6  | 5  | 0   | 1  | 43 | 10 | +33 |
| 4    | Estados Unidos                       | 12  | 6  | 4  | 0   | 2  | 26 | 18 | +8  |
| 5    | Trinidad y Tobago                    | 12  | 6  | 4  | 0   | 2  | 23 | 16 | +7  |
| 6    | Guatemala                            | 9   | 6  | 3  | 0   | 3  | 34 | 19 | +15 |
| 7    | Bahamas                              | 9   | 6  | 3  | 0   | 3  | 26 | 30 | -4  |
| 8    | Jamaica                              | 6   | 6  | 2  | 0   | 4  | 32 | 40 | -8  |
| 9    | Panamá                               | 3   | 3  | 1  | 0   | 2  | 17 | 13 | +4  |
| 10   | Antigua y Barbuda                    | 3   | 3  | 1  | 0   | 2  | 14 | 15 | -1  |
| 11   | Guadalupe                            | 3   | 3  | 1  | 0   | 2  | 14 | 19 | -5  |
| 12   | Belice                               | 3   | 3  | 1  | 0   | 2  | 13 | 26 | -13 |
| 13   | Barbados                             | 0   | 3  | 0  | 0   | 3  | 14 | 24 | -10 |
| 14   | Islas Turcas y Caicos                | 0   | 3  | 0  | 0   | 3  | 8  | 23 | -15 |
| 15   | Puerto Rico                          | 0   | 3  | 0  | 0   | 3  | 5  | 20 | -15 |
| 16   | Islas Vírgenes de los Estados Unidos | 0   | 3  | 0  | 0   | 3  | 5  | 38 | -33 |

## Clasificados al Mundial de Fútbol Playa 2015
| Bandera de Costa Rica | Bandera de México |
| Costa Rica            | México            |
| --------------------- | ----------------- |